# دوج کالیبر
دوج کالیبر (Dodge Caliber) خودرویی است که از سال ۲۰۰۶ تاکنون تولید شده‌است. طراحی آن موتور جلو، خودرو محور جلو، خودرو چهار چرخ محرک بوده طول آن در حالت طبیعی ۱۷۳٫۸ اینچ (۴٬۴۱۰ میلیمتر)، عرض آن در حالت طبیعی ۶۸٫۸ اینچ (۱٬۷۵۰ میلیمتر) و  ارتفاع آن در حالت طبیعی ۶۰٫۴ اینچ (۱٬۵۳۰ میلیمتر) و  وزن آن در حالت طبیعی ۳٬۰۵۲ پوند (۱٬۳۸۴ کیلوگرم)  است. سیستم جعبه‌دندهٔ آن ۶ دنده به صورت دستی است.